# The Early Beatles
The Early Beatles is een album van de Britse band The Beatles. Het album werd door Capitol Records exclusief in Noord-Amerika uitgebracht als hun achtste album in de regio. Alle nummers op het album verschenen in 1964 echter al op Introducing... The Beatles, dat werd uitgebracht door Vee-Jay Records, dat op dat moment de rechten van de muziek van de groep bezat.

## Achtergrond
Vee-Jay Records verkreeg de Amerikaanse distributierechten voor de nummers op dit album voordat The Beatles populair werden in de Verenigde staten, aangezien Capitol Records, de Amerikaanse tak van hun Britse platenmaatschappij EMI, de muziek van de groep niet in Amerika wilde uitbrengen. Deze platen kwamen niet in de hitlijsten terecht, maar nadat de groep beroemd werd, kon Vee-Jay meerdere albums uitbrengen van het vroege materiaal van de band. Hier werden miljoenen kopieën van verkocht. Capitol spande een rechtszaak tegen Vee-Jay aan zodat zij deze nummers niet meer uit mochten brengen, maar zij verloren deze zaak. In oktober 1964 verliepen de rechten van Vee-Jay en kon Capitol het vroege materiaal van de band zelf uitbrengen.
Op The Early Beatles staan elf nummers die afkomstig zijn van het Britse album Please Please Me, waarvan er negen ook op het Amerikaanse equivalent Introducing... The Beatles stonden. "I Saw Her Standing There", "Misery" en "There's a Place" werden op deze uitgave vervangen door "Ask Me Why" en "Please Please Me". Het kwam niet hoger dan plaats 43 in de Billboard 200; Capitol deed weinig ter promotie van het album aangezien zij het enkel zagen als vervanger van Introducing... The Beatles in plaats van een nieuw album. Het is hiermee het enige originele Beatles-muziekalbum uitgebracht door Capitol of United Artists Records dat niet op een van de eerste twee plaatsen in deze lijst terechtkwam.

## Tracks
Alle muziek en teksten zijn geschreven door Lennon-McCartney, tenzij anders aangegeven. 
| Nr. | Titel                                       | Duur |
| --- | ------------------------------------------- | ---- |
| 1.  | Love Me Do                                  | 2:23 |
| 2.  | Twist and Shout (Phil Medley, Bert Russell) | 2:33 |
| 3.  | Anna (Go to Him) (Arthur Alexander)         | 3:00 |
| 4.  | Chains (Gerry Goffin, Carole King)          | 2:27 |
| 5.  | Boys (Luther Dixon, Wes Farrell)            | 2:25 |
| 6.  | Ask Me Why                                  | 2:28 |

| Nr. | Titel                                                       | Duur |
| --- | ----------------------------------------------------------- | ---- |
| 1.  | Please Please Me                                            | 2:00 |
| 2.  | P.S. I Love You                                             | 2:05 |
| 3.  | Baby It's You (Burt Bacharach, Mack David, Barney Williams) | 2:38 |
| 4.  | A Taste of Honey (Ric Marlow, Bobby Scott)                  | 2:04 |
| 5.  | Do You Want to Know a Secret                                | 1:59 |